# 丹後由良駅
丹後由良駅（たんごゆらえき）は、京都府宮津市由良にある、WILLER TRAINS（京都丹後鉄道）宮津線の駅である。駅番号はM12。「宮舞線」の愛称区間に含まれている。

## 歴史

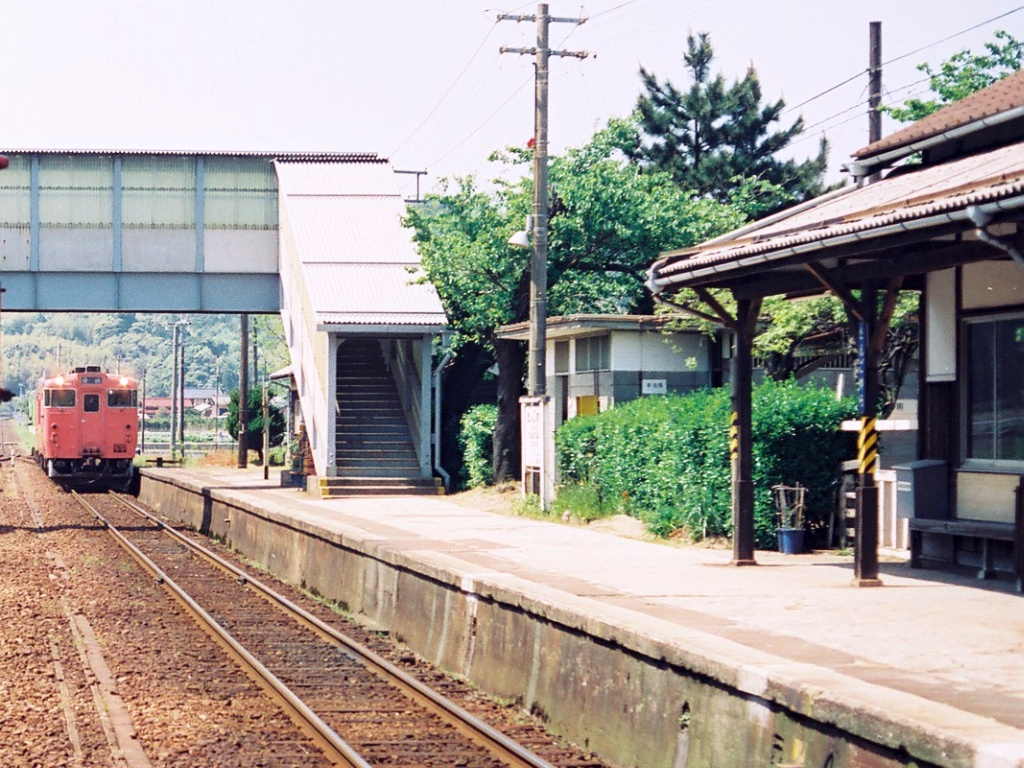
JR時代の駅構内の様子(1988年)

- 1924年（大正13年）4月12日：鉄道省（→国鉄）の舞鶴駅（現在の西舞鶴駅） - 宮津駅間開通と同時に開業[1][2]。
- 1962年（昭和37年）10月1日：貨物の取り扱いを廃止[2]。
- 1984年（昭和59年）2月1日：荷物扱い廃止[2]。
- 1987年（昭和62年）4月1日：国鉄分割民営化により、西日本旅客鉄道（JR西日本）の駅となる[1][2]。
- 1990年（平成2年）4月1日：北近畿タンゴ鉄道への宮津線移管により、同鉄道の駅となる[1]。
- 2015年（平成27年）4月1日：WILLER TRAINSへの移管により、京都丹後鉄道宮舞線の駅となる。
- 2018年（平成30年）3月：宮津市の事業により駅が改修され、冷暖房設備が設置される[3][4]。

## 駅構造
相対式ホーム2面2線を持ち交換設備を有する地上駅である。ヨットの帆をイメージした駅舎が特徴的。西舞鶴方面行きホームに駅舎があり、互いのホームは宮津方の跨線橋で連絡している。宮津方面行きホーム側を上下本線とした一線スルーとなっているが、現在は当駅を通過する定期旅客列車がないため、全ての定期旅客列車が方向別にホームを使い分けている。
丹鉄線内に15駅存在する有人駅のうちの一つで簡易委託駅。窓口業務は平日の朝夕に限定されており、それ以外の時間帯は乗車券購入が一切できない無人駅となる。
駅舎内にはカフェ「由良舎楽 駅Cafe Anne Shirley（アン・シャーリー）」がある。当初2007年（平成19年）にオープンしたが、2010年（平成22年）に地元酒造会社のスイーツ店に移籍するため一時閉店、その後2018年（平成30年）3月に再び駅舎内にオープンした。

### のりば
| のりば | 路線    | 方向 | 行先                     |
| ------ | ------- | ---- | ------------------------ |
| 1      | ■宮舞線 | 下り | 天橋立・峰山・久美浜方面 |
| 2      | ■宮舞線 | 上り | 西舞鶴方面               |

上記の路線名は旅客案内上の名称（愛称）で表記している。
付記事項
- かつては駅舎側のホーム（上りホーム）が1番のりばと扱われていたが、WILLER TRAINSへの移管以降に下り線側からの付番に改められ、駅舎反対側のホームが1番のりばとなった。

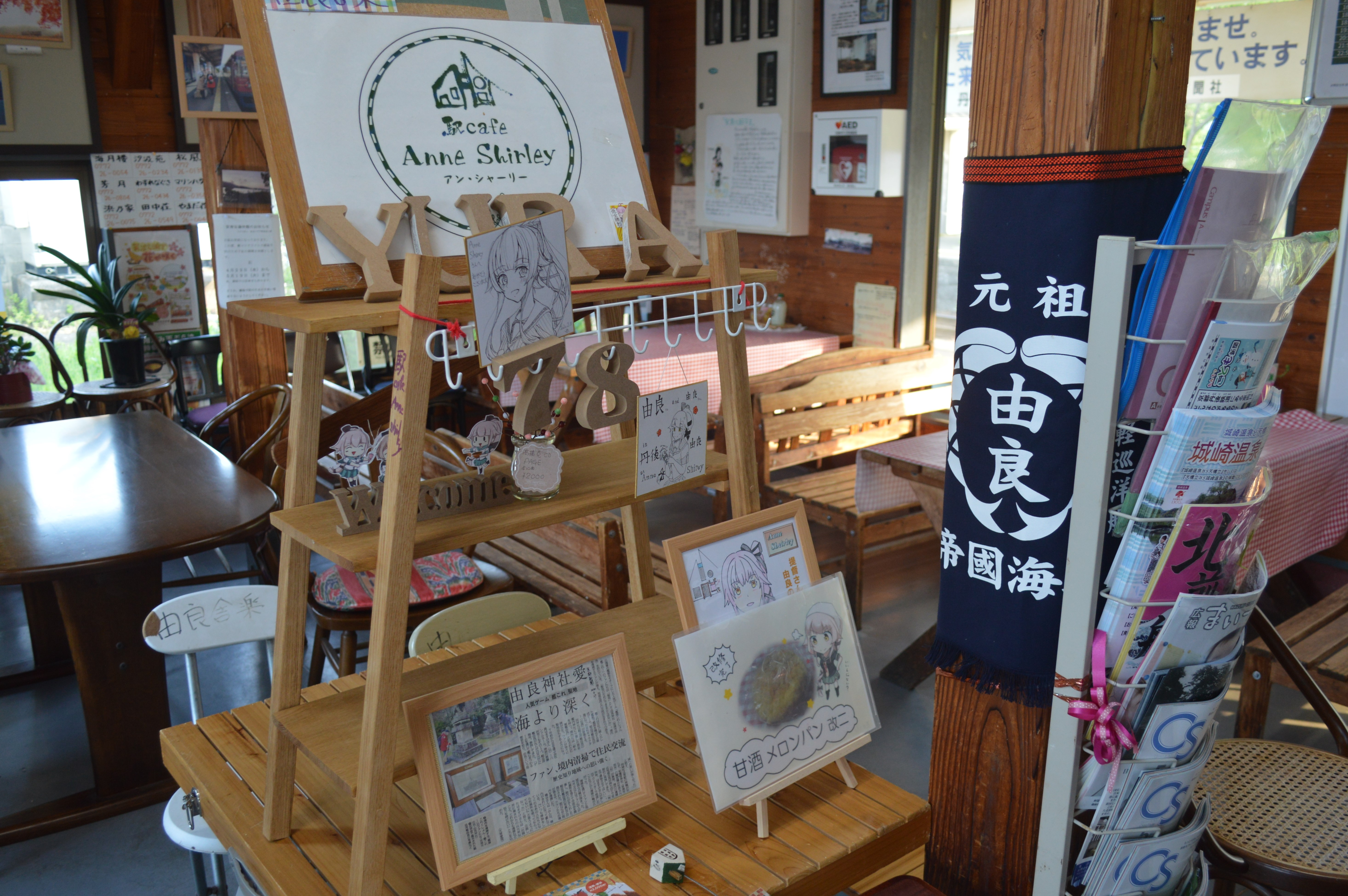
Cafe Anne Shirley（アン・シャーリー）（2020年5月）

## 利用状況
周辺に海水浴場を抱えていることもあって、夏の海水浴シーズンには海水浴客で賑わう。普段は通学・用務客が大半を占めており、駅周辺が舞鶴都市圏に属することから舞鶴方面への利用が多い。
1日の平均乗車人員は以下の通りである。
| 乗車人員推移 | 乗車人員推移 |
| 年度         | 1日平均人数  |
| ------------ | ------------ |
| 1999         | 203          |
| 2000         | 195          |
| 2001         | 137          |
| 2002         | 134          |
| 2003         | 145          |
| 2004         | 110          |
| 2005         | 96           |
| 2006         | 121          |
| 2007         | 104          |
| 2008         | 110          |
| 2009         | 88           |
| 2010         | 121          |
| 2011         | 82           |
| 2012         | 79           |
| 2013         | 55           |
| 2014         | 41           |
| 2015         | 66           |
| 2016         | 68           |
| 2017         | 63           |
| 2018         | 47           |
| 2019         | 55           |
| 2020         | 54           |
| 2021         | 43           |
| 2022         | 43           |
| 2023         | 41           |

## 駅周辺
由良海岸から少し南へ離れた所にある駅。海岸沿いに海水浴場があり、その付近には民家が広がるが、民宿などの宿泊施設が点在する。駐在所や郵便局などの公共施設はこちら側に集約されている。駅の南側には山があり、その山中には城跡がある。1駅隣の丹後神崎駅との間には由良川橋梁が架かっており、その付近には由良川の河口がある。
- 宮津警察署由良駐在所
- 丹後由良海水浴場
- 安寿の里もみじ公園
- 由良郷土資料館[9]
- 由良郵便局
- 宮津市由良診療所
- ハクレイ酒造
- 由良城跡
- 由良神社
- 奈具神社
- 玉司稲荷神社
- 奈具海岸
- 国道178号
- 京都府道602号丹後由良停車場線
- 由良川河口
  - 由良川橋梁

かつては近隣に宮津市立由良小学校があったが、2013年（平成25年）3月をもって閉校した。また、駅前にバス停留所があり、宮津市が運行するバスの路線（島陰新宮由良線）が当停留所に乗り入れていたが、廃線となった。現在は駅前を発着するバス路線は存在しない。

## 作品における描写
- 金閣寺 (小説) - 作者・三島由紀夫は「金閣寺」出版の1956年の前年、小説のモデルになった放火事件の容疑者の徒弟僧の出身地である舞鶴を取材したのち、由良まで歩いて、3日間滞在したとされる。本では主人公が当駅に立ち寄った場面があり、「陽気な若い駅員が、この次の休みに行く映画のことを、大声で吹聴していた」と書いている。
- AIR - 最終回において、当駅と由良川橋梁、KTR700形気動車が登場。また、福知山駅、東舞鶴駅なども描かれている 。
- けいおん! - 第4話でKTR700形気動車・当駅・由良川橋梁の3つが登場したことをKTRブログ駅長が紹介している[10]。それ以外の舞台は具体的に記されていない。

## 隣の駅
WILLER TRAINS（京都丹後鉄道）
■宮舞線（宮津線）
快速（上りのみ運転）
西舞鶴駅 (M8) ← 丹後由良駅 (M12) ← 栗田駅 (M13)
快速「丹後あおまつ」（下りのみ運転）・普通
丹後神崎駅 (M11) - 丹後由良駅 (M12) - 栗田駅 (M13)